# Герб городского округа Певек
Герб городского округа Певек Чукотского автономного округа Российской Федерации. С 2002 до 2015 года — герб Чаунского района.

## Описание герба
«В рассечённом лазурью (синим, голубым) и червленью (красным) поле повышенный золотой безант (шар), и поверх всего — серебряный медведь, стоящий прямо и обернувшийся вправо, держащий в правой лапе перед собой золотую друзу, левой опирающийся на золотой якорь и сопровождаемый в левом верхнем углу серебряной четырёхлучевой звездой, лежащей поверх края безанта».

## Описание символики герба
Герб муниципального образования Чаунский район по своему содержанию един и гармоничен. Все фигуры герба связаны между собой и отражают природные, географические, климатические особенности Чаунского района.
Медведь символизирует смелость, мужество жителей района, проживающих в сложных природных условиях.
Серебряный цвет говорит о бескрайних северных просторах.
Серебро в геральдике — символ простоты, совершенства, мудрости, благородства, мира и взаимного сотрудничества.
Богатства и красоту северной земли показывают золотые друза и солнце, изображенное в гербе геральдической фигурой — безантом (шаром).
Якорь — один из древнейших символов человечества, означает надежду, и связан с профессиями моряков, мореплавателей.
Золото в геральдике символизирует богатство, справедливость, уважение, великодушие.
Четырехлучевая звезда — символ путеводности, правильности выбора направления, необходимого мореплавателям.
Лазоревая часть поля аллегорически показывает географическое расположение Чаунского района за Северным полярным кругом на берегу Чаунской губы Восточно-Сибиркого моря, а его центр — город Певек — как морской порт на трассе Северного морского пути.
Лазурь в геральдике — символ чести, славы, преданности, истины, добродетели.
Красная часть поля и золотая друза символизируют труд жителей района, занятых в горнодобывающей промышленности: добыча рудного золота, олова, ртути, угля.
Красный цвет в геральдике символизирует труд, жизнеутверждающую силу, мужество, праздник, красоту.
Герб Чаунского района разработан при содействии Союза геральдистов России.
Авторы герба: Александр Лаврин (Певек), Константин Мочёнов (Химки) — идея герба; Галина Туник (Москва) — обоснование символики; Роберт Маланичев (Москва) — художник; Юрий Коржик (Воронеж) — компьютерный дизайн.
Герб утверждён постановлением № 2 XIV сессии II созыва Совета депутатов муниципального образования Чаунский район 14 февраля 2002 года.
Герб внесён в Государственный геральдический регистр Российской Федерации под № 957.
Переутверждён в соответствии с решением Совета депутатов городского округа Певек от 23 декабря 2015 года № 21-рс в порядке правопреемства как герб городского округа Певек.

## История герба
Герб Чаунского района практически полностью повторяет проект герба города Певека советского времени. На сине-красном щите (цвета государственного флага РСФСР) белый медведь, держащий в лапах кристаллы и якорь; на заднем плане солнце и звезда.